# Мария Иммакулата Австрийская
Мария Иммакулата Австрийская (нем. Maria Immakulata von Österreich; 3 сентября 1878, Баден — 25 ноября 1968, Альтсхаузен) — эрцгерцогиня Австрийская, принцесса Тосканская, в замужестве герцогиня Вюртембергская.

## Биография
Мария Иммакулата родилась в семье эрцгерцога Карла Сальватора Австрийского и его супруги Марии Иммакулаты Бурбон-Сицилийской, дочери короля Обеих Сицилий Фердинанда II. С рождения имела титул Её Императорское Высочество эрцгерцогиня Австрийская, принцесса Тосканская, принцесса Венгрии, Чехии и Богемии.
29 октября 1900 года вышла замуж за герцога Вюртембергского Роберта, сына герцога Филиппа Вюртембергского и его супруги Марии Терезы Австрийской из Тешенской ветви Габсбургов. Детей в семье не было. Умерла 25 ноября 1968 года в возрасте 90 лет.

## Титулы
- 3 сентября 1878 — 29 октября 1900: Её Императорское и Королевское Высочество Эрцгерцогиня Австрийская, принцесса Тосканская, принцесса Венгрии, Чехии и Богемии
- 29 октября 1900 — 25 ноября 1968: Её Императорское и Королевское Высочество Герцогиня Вюртембергская, Эрцгерцогиня Австрийская, принцесса Тосканская, принцесса Венгрии, Чехии и Богемии